# 自走砲
自走砲（じそうほう、Self-propelled artillery, SPA, Self-propelled gun, SPG）は、大砲を自走可能な車体に射撃可能な状態で搭載した兵器。

## 概要
装備する大砲の種類によって自走榴弾砲（自走カノン砲）、自走迫撃砲、自走無反動砲、自走対空砲などがある。過去には自走臼砲、自走対戦車砲、自走歩兵砲なども存在し、小型トラックに砲を載せただけの物から、重さ120トンを超えるカール自走臼砲まで、多種多様な自走砲が開発された。運用する軍組織によっては突撃砲や砲戦車などとも呼ばれた。21世紀の現在では、単に自走砲と言えば対地目標を砲撃する自走榴弾砲を指すことが多い。
レール上を移動する列車砲は自力では移動できないので自走砲ではない。また、近年では牽引式榴弾砲の中には、陣地展開時や陣地変換のために補助エンジンによって短距離を自走できるもの（FH70やTRF1、SD-44など）もあるが、これも自走砲には含まれない。

### 戦車との違い
戦車は一般に、車輪ではなく履帯を履いており、砲を砲塔に載せて自由に旋回できる。もっとも、同じ特徴を持つ「自走砲」も実用化されている。反対に装輪式であったり、固定砲を搭載した「戦車」も存在している。したがって、主武装と装甲の面で、見通しできる距離での直接射撃による戦闘に対応しているのが「戦車」、見通し外への間接射撃に対応しているのが「自走砲」と大別し得る。

## 自走の必要性
野戦で砲兵が扱う大砲は、人間あるいは牛馬による牽引で移動するが、射撃陣地到着後に牽引状態から射撃状態に移行し、射撃後は移動するために牽引状態に戻す時間が生じるため迅速な陣地変換はできなかった。また、大砲は生物による牽引が困難なほど大型化していったため、自動車によって牽引されるようになった。弾道を電波で探知・計測する対砲兵レーダーが発達すると、発射位置が特定されるようになり、射撃後は速やかにその場を離れなければ砲やミサイル、空爆による反撃を受ける危険性が高くなった。これを避けるために、数発砲撃した後に素早く移動する機動性としての自走能力が必要とされるようになった。このため、陣地展開から射撃・再移動へのプロセスの時間短縮が重視される。ドイツのPzH2000を例に挙げると、8発を発射する砲撃任務を、射撃準備に30秒、射撃に1分、撤収に30秒と、わずか2分間で完了できる。
152mmから155mmの榴弾砲が搭載され、口径については大口径化する傾向がありフランスのカエサル、スウェーデンのアーチャー、セルビアのB-52など一見すると反動が少ない小口径砲が適正に思われる装輪式自走砲においても大口径化の傾向が当てはまる。射程は通常の榴弾で約15kmから約30kmだが、ロケット推進弾などを使用することで射程が50kmに達するものもある。また、誘導砲弾を用いることで移動する物体を砲撃することができる。通常の榴弾砲と同様に、放物線を描いて曲射するため仰角が大きく取れるようになっており、逆に直接射撃能力は、比較的安全な後方から間接攻撃によって交戦する前提の自走砲ではあまり重視されていない。装甲も重機関銃弾の直撃や周囲へ弾着する榴弾から飛散する破片や爆風に耐えられる程度の場合が多い。
また、長距離の目標へ向けてどれだけ多くの砲弾を短時間で投射できるかも重要で、射撃管制装置の進化により短時間に大量の連続射撃を行うバースト射撃能力が求められている。バースト射撃能力の例として、ロシアの2S19では、持続射撃時には毎分2発の砲撃を行うが、バースト射撃の際には毎分8発の砲撃を行うことができる。
このほか、最新型の自走榴弾砲では単一の砲から発射された複数発の砲弾が同一目標にほぼ同時に着弾するように高仰角から少しずつ仰角と装薬量を小さくしながら連射するMRSI（Multiple Rounds Simultaneous Impact：多数砲弾同時着弾）砲撃を可能としている。MRSI射撃が可能な自走榴弾砲としては、南アフリカのG6-52やドイツのPzH2000、スロバキアのズザナ、スウェーデンのアーチャーなどが挙げられる。
ただし、上記のようなバースト射撃能力やMRSI射撃能力などを持つ自走榴弾砲は高価な上に重量も大きくなるため、調達数が制限されたり輸送機による空輸に支障が出たりするようになった。このため、近年では自走砲の原点に立ち返って迅速な移動に焦点を絞り、フランスのカエサルを初めとしてチェコのダナやイスラエルのATMOS 2000のようにトラックの荷台部分に榴弾砲を搭載する自走榴弾砲も登場するようになった。トラック利用型の自走榴弾砲は装輪式故に自走速度は速いが不整地踏破能力が低く、軽量故に射撃の反動で車体が激しく揺れ連射性能が低く、支えられる重量は装軌式より軽いため防御力が低いが、低コストなのが利点である。機能面では、砲塔は360度全周旋回が可能なのが殆どな装軌式に対して、装輪式は車体後部に車体の動揺を抑制する駐鋤（スペード）を備え、車体の横転防止のため限定旋回がほとんどで、また完全自動装填装置の搭載が多い装軌式に対して装輪式は半自動装填装置の搭載が多い。

## 自走ロケット砲
自走ロケット砲は第二次世界大戦時にソ連のカチューシャが多大な成功を収めたことで、ソ連以外でも同種兵器が評価された実用化が推し進められた。口径は122mmから300mmと種類は多く、弾頭は榴弾が基本となる。また、ロケット砲の反動の少なさなどから装輪式が基本である。

## 自走砲の分類

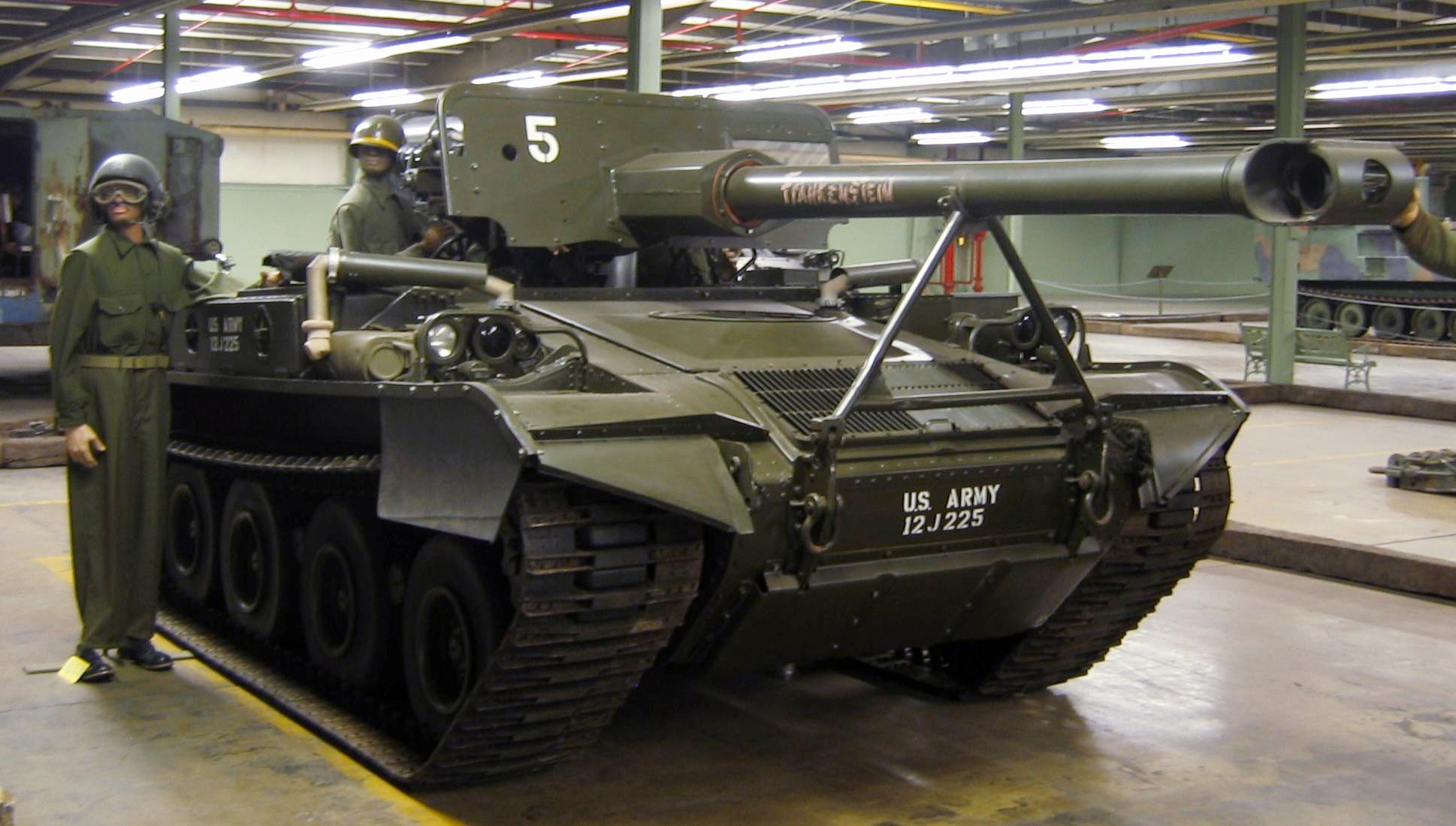
自走対戦車砲（M56）

構造的にはほぼ同じ兵器であっても、国や時代が異なれば違う分類になることもある。運用する兵科や元となった開発目的がそのような兵器の分類を規定することがあるが、それも変化しやすく明確な分類法とはならない。第二次大戦中には視界内の目標を直接射撃する「対戦車自走砲」なども多く用いられていたが、広義に戦車であっても狭義では自走砲の任務も果たす場合があり、その逆もある。
例えば第二次世界大戦のドイツ国防軍では、無砲塔の戦闘車両が戦車部隊に配備されれば駆逐戦車、砲兵部隊に配備されれば突撃砲、密閉装甲を持たないと自走砲と呼ばれた。日本の場合、戦車部隊では砲戦車、砲兵部隊では自走砲と呼ばれた他、しばしば前線の戦車部隊が独自に自走砲を砲戦車と呼称したケースもあった。一方、イタリア軍やソビエト連邦軍では、配備先や防御方式（密閉式か否か）による分類はされず、全て自走砲と呼ばれていた。
日本語では戦車の助数詞は「両」で数えるのと同様に自走砲は「両」である。なお、列車砲も同様に「両」で数えられるが、これは鉄道車両としての分類からである。一方、自らで機動力を持たない牽引砲は「門」で数えられる。